# لک‌لک‌سانان
لک‌لک‌سانان (به لاتین: Ciconiiformes) راسته‌ای از پرندگان هستند. لک‌لک‌سانان پرندگان آبزی هستند که در اندازه‌های متوسط تا بسیار بزرگ دیده می‌شوند. پرندگان این راسته، پرندگانی بزرگ‌جثه، با پاها و گردن دراز، نوک بلند و راست هستند که آهسته به پرواز در می‌آیند و در حال پرواز پاها و گردن را کشیده و اندکی رو به پایین نگه می‌دارند. آرام و کند راه می‌روند. روی درختان، صخره‌ها یا ساختمان‌ها آشیانه می‌سازند.

## خانواده‌ها
- حواصیلان (Ardeidae)
- حواصیل نوک‌زورقی (Cochlearidae)
- نوک‌کفشیان (Balaenicipitidae)
- سرچکشیان (Scopidae)
- لک‌لکان (Ciconiidae)
- اکراسان (Threskiornithidae)